# Skulsfjord
Skulsfjord est une localité du comté de Troms, en Norvège.

## Géographie
Administrativement, Skulsfjord fait partie de la kommune de Tromsø.